# Christophe Berra
Christophe Didier Berra (* 31. Januar 1985 in Edinburgh, Schottland) ist ein schottischer Fußballspieler. Er besitzt neben der britischen auch die französische Staatsangehörigkeit. Er stand zuletzt bei Heart of Midlothian unter Vertrag.

## Karriere
Berra unterschrieb 2003 einen Profivertrag bei Heart of Midlothian. Nach überzeugenden Leistungen in der Jugendmannschaft gab er in der Saison 2003/04 sein Debüt und gehörte seit der Saison 2004/05 zum Stamm der Mannschaft. Juli 2006 verlängerte er seinen Vertrag um fünf weitere Jahre und war in dieser Zeit Spielführer seiner Mannschaft. Trotz seines langfristigen Vertrags zeigte sich der damalige Zweitligisten Wolverhampton Wanderers an einer Verpflichtung interessiert und bot einen Transfer gegen eine Ablösesumme in Höhe von 1,5 Millionen Pfund an. Die Offerte wurde abgelehnt, aber nachdem auch das aufgestockte Angebot im Januar 2008 – gemutmaßt wurde in der heimischen Presse ein Betrag von ungefähr zwei Millionen Pfund – zunächst auf wenig Gegenliebe stieß, wurden sich die Parteien letztlich doch einig, wobei die endgültige Summe nach Presseinformationen bei 2,5 Millionen Pfund lag. Berra unterschrieb bei seinem neuen Klub ein Vertrag mit einer Laufzeit über 4½ Jahre, der im Juni 2013 nicht verlängert wurde.
Am 20. Juli 2013 wechselte Berra zu Ipswich Town und unterzeichnete einen Zweijahresvertrag.

## Nationalmannschaft
Im Jahr 2008 nominierte ihn George Burley für das Spiel gegen Tschechien, in welchem er eingewechselt wurde und damit sein Debüt für die schottische Nationalmannschaft absolvierte.

## Spielweise
Berra ist ein klassischer Innenverteidiger. Er verfügt über eine ausgeprägte Physis und ein gutes Kopfballspiel, das durch seine Größe von 1,91 Meter zusätzlich begünstigt ist.